# Episodi di After Life (prima stagione)
La prima stagione della serie televisiva After Life è stata interamente pubblicata su Netflix l'8 marzo 2019.
| nº | Titolo originale | Titolo italiano | Pubblicazione originale | Pubblicazione Italia |
| -- | ---------------- | --------------- | ----------------------- | -------------------- |
| 1  | Episode 1        | Episodio 1      | 8 marzo 2019            | 8 marzo 2019         |
| 2  | Episode 2        | Episodio 2      | 8 marzo 2019            | 8 marzo 2019         |
| 3  | Episode 3        | Episodio 3      | 8 marzo 2019            | 8 marzo 2019         |
| 4  | Episode 4        | Episodio 4      | 8 marzo 2019            | 8 marzo 2019         |
| 5  | Episode 5        | Episodio 5      | 8 marzo 2019            | 8 marzo 2019         |
| 6  | Episode 6        | Episodio 6      | 8 marzo 2019            | 8 marzo 2019         |

## Episodio 1
- Titolo originale: Episode 1
- Diretto da: Ricky Gervais
- Scritto da: Ricky Gervais

### Trama
Tambury, Regno Unito. Tony, un uomo di mezza età rimasto vedovo dopo la morte della moglie Lisa, ha sviluppato un atteggiamento burbero e insolente nei confronti delle persone. L'uomo lavora come giornalista alla Tambury Gazette, una testata locale che riflette l'ambiente noioso della classica cittadina tranquilla in cui non succede nulla di interessante. Prima di morire Lisa ha registrato dei video-messaggi per Tony con le istruzioni da seguire per portare avanti la casa e occuparsi del cane Brandy. Tony tratta male tutte le persone con cui viene in contatto, dall'uomo incontrato al parco e lamentatosi perché lascia andare Brandy senza guinzaglio al postino appena arrivato che non sa dove imbucare le lettere. Inoltre, Tony non tiene a bada la lingua e risponde in malo modo a qualunque provocazione, come quando insulta un compagno di scuola del nipotino George oppure l'avventore del pub che sgranocchia il cibo con troppo vigore.
Alla Tambury Gazette arriva una nuova giornalista, la giovane Sandy, che il direttore della testata Matt Braden affida a Tony. Matt è fratello di Lisa, quindi cognato di Tony, e cerca in tutti i modi di coinvolgerlo sia a lavoro che fuori, ma con scarsi risultati. A preoccupare Matt sono soprattutto le tendenze suicide di Tony, il quale ammette che la sua scontrosità rappresenta un modo per evitare di togliersi la vita. A peggiorare ulteriormente il suo umore è anche il padre, ricoverato in un ospizio, che continua a chiedergli di Lisa, non ricordando più a causa dell'Alzheimer che la nuora è morta. La prospettiva di Tony inizia lentamente a cambiare dopo l'incontro con un uomo anziano, intervistato perché ha ricevuto ben cinque biglietti di auguri, anch'egli rimasto vedovo e comunque determinato ad andare avanti anche senza la sua amatissima moglie. Quella sera Tony ascolta una registrazione di Lisa proprio su questo argomento, venendo invitato a non lasciarsi andare.
- Guest star: David Bradley (padre di Tony), Ashley Jensen (infermiera), Kerry Godliman (Lisa), Paul Kaye (psichiatra), Tim Plester (Julian), Joe Wilkinson (postino)
- Altri interpreti: Michelle Greenidge (receptionist), Ninette Finch (giornalaio), Daniel Copeland (uomo al parco), Adrian McLoughlin (uomo dei cinque biglietti di auguri), Tommy Finnegan (George), Thomas Bastable (Robbie), Kath Hughes (assistente al supermercato), Islam Bouakkaz (rapinatore), Anti (Good Girl) (Brandy il cane)

## Episodio 2
- Titolo originale: Episode 2
- Diretto da: Ricky Gervais
- Scritto da: Ricky Gervais

### Trama
Nel nuovo video Lisa concede a Tony il permesso di soffrire un pochino, ma non così tanto da pensare al suicidio. Un istinto che purtroppo sopravvive in lui, tanto che solo l'arrivo di Brandy gli impedisce di tagliarsi le vene nella vasca da bagno. Al cimitero Tony conversa con Anne, un'anziana signora rimasta vedova del marito Stan dopo quarantotto anni insieme, ammettendo che non si sono mai trovati in disaccordo. A deprimere Tony sono le visite al padre in casa di riposo, dove riflette amaramente sull'impossibilità di avere un dialogo con il genitore mentalmente assente; interrogata su cosa la spinga a fare il suo lavoro, l'infermiera rimprovera Tony per le sue affermazioni, ricordandogli che gli anziani accuditi hanno fatto altrettanto con loro quando erano piccoli. Il lavoro al giornale dà sempre meno soddisfazioni, al punto che l'ultimo intervistato è un ragazzo obeso la cui abilità è suonare due flauti contemporaneamente con il naso. Per sfuggire al torpore, Tony sente l'esigenza di sballarsi, così chiede all'amico Julian di procurargli una piccola quantità di eroina.
In redazione Tony inizia ad entrare in confidenza con Sandy, anche se non ritiene di essere quel maestro che dovrebbe formarla al lavoro di giornalista, visto che lui stesso non si sente tale. Matt chiede a Tony di badare a George un paio d'ore, anche perché occuparsi del nipote può aiutare il cognato ad abbandonare i suoi propositi suicidi. Tony porta George alla tavola calda, dove discute con la cameriera che non voleva fargli ordinare una porzione per bambini. Con George Tony riesce a parlare di Lisa, cosa che ultimamente non fa nemmeno con il suo terapeuta, troppo preoccupato dal rispondere sui social ad un millantatore che vuole portargli via i clienti. Matt arriva a riprendere George leggermente oltre le due ore di babysitteraggio richieste, anche se in fondo a Tony non dispiace stare con il nipote, l'unica persona oltre al cane Brandy verso cui sente di provare affetto. Tony ha comunque di meglio da fare, visto che in concomitanza con Matt giunge anche Julian con l'eroina. Solo in casa, Tony può sniffare la droga e provare l'ebbrezza di abbandonare i problemi che lo stanno affliggendo.
- Guest star: David Bradley (padre di Tony), Ashley Jensen (infermiera), Penelope Wilton (Anne), Kerry Godliman (Lisa), Paul Kaye (psichiatra), Tim Plester (Julian), Joe Wilkinson (postino)
- Altri interpreti: Jo Hartley (June), Tommy Finnegan (George), Michelle Greenidge (Valerie), Ethan Lawrence (ragazzino dei flauti), Nancy Sullivan (cameriera), Dan Li (senzatetto), Anti (Good Girl) (Brandy il cane)

## Episodio 3
- Titolo originale: Episode 3
- Diretto da: Ricky Gervais
- Scritto da: Ricky Gervais

### Trama
Dopo essere stato a casa di un uomo che ha una macchia sulla parete dalle sembianze di Kenneth Branagh, Tony incontra Julian in compagnia della prostituta Roxy. Tony porta Roxy a casa sua perché ha bisogno di qualcuno che lo aiuti a pulire, visto che da quando non c'è più Lisa la casa è diventata molto sporca. Roxy racconta di aver iniziato a prostituirsi sull'entusiasmo del film Pretty Woman e Tony la paga soltanto per la pulizia, non aspettandosi favori sessuali da lei. L'infermiera della casa di riposo suggerisce a Tony di assecondare le continue domande del padre su come sta Lisa, anche se rievocarla ogni volta gli fa abbastanza male. Tony incontra nuovamente Anne al cimitero, lamentandosi delle continue intromissioni da parte dell'infermiera, ricevendo il consiglio di andarsi a scusare con lei perché, a suo parere, Tony potrebbe avere un debole per lei. Anche lo psichiatra è dell'idea che Tony dovrebbe approfondire i suoi presunti sentimenti verso l'infermiera, lasciandosi pervadere da ciò che può offrirgli la vita e non erigendo continuamente barriere nei confronti del mondo esterno.
Matt invita la redazione ad andare a teatro per lo spettacolo di una compagnia finanziata dal giornale, ma anche per fare team building. In un nuovo video Lisa suggerisce a Tony a ritrovare il piacere delle piccole cose, come stare sul divano con Brandy oppure portare il cane in spiaggia. Dopo aver ricordato uno scherzo divertente fatto a Lisa, Tony si immerge in acqua e Brandy abbaia impaurita, pensando a un nuovo tentativo di suicidio, ma l'uomo riemerge e torna a riva. Il comico del cabaret punzecchia Tony sul fatto che non sta sorridendo alle sue battute, spingendolo a raccontare cosa lo rende così di cattivo umore. Il comico resta spiazzato, non sapendo nemmeno lui cosa rispondere a questa confessione a cuore aperto. Matt rimprovera Tony sul fatto che sta tentando in ogni modo di farlo divertire e sopire i suoi istinti suicidi, ma lui non sta affatto collaborando, come dimostra il suo comportamento a teatro. Julian bussa alla porta di Tony per sballarsi insieme, scusandosi di averli rubato i soldi durante il loro ultimo incontro. Tony e Julian trovano nella droga il lenitivo alle rispettive solitudini.
- Guest star: David Bradley (padre di Tony), Ashley Jensen (infermiera), Penelope Wilton (Anne), Kerry Godliman (Lisa), Paul Kaye (psichiatra), Tim Plester (Julian)
- Altri interpreti: Roisin Conaty (Roxy), David Earl (Brian), Michelle Greenidge (Valerie), Alexander Kirk (uomo con la macchia alla parete), Sean McLoughlin (comico), Tommy Finnegan (George Braden), Anti (Good Girl) (Brandy il cane)

## Episodio 4
- Titolo originale: Episode 4
- Diretto da: Ricky Gervais
- Scritto da: Ricky Gervais

### Trama
Andato in ospedale ad intervistare una donna, Tony torna nella stanza in cui è stata ricoverata Lisa. Ciò contribuisce ad incupirlo più di quanto non sia solitamente, esternando dubbi sul futuro di un giornalismo che finirà soverchiato dalla spazzatura circolante sui social media. Matt ha procurato a Tony un appuntamento al buio, ma il cognato non vuole saperne di donne che non siano Lisa. Tony racconta allo psichiatra di temere che nessuna potrà mai reggere il confronto con Lisa, l'anima gemella della sua vita. Quanto meno Tony si scusa con l'infermiera della casa di riposo, trovando anche l'occasione di ridere alle uscite volgari di suo padre nei confronti degli altri pazienti. Anche Anne è dell'idea che Tony dovrebbe conoscere persone nuove, poiché solamente così potrà riuscire a combattere la sua infelicità e dare un senso ad una vita che deve necessariamente andare avanti. Tony informa Matt di aver cambiato idea e di accettare l'appuntamento al buio. I colleghi iniziano a dargli consigli, ma Tony vuole ascoltare soltanto la nuova arrivata Sandy che lo accompagna a fare shopping in vista dell'incontro.
Mentre il commesso del negozio è alla ricerca di una camicia per taglie forti, Tony confida a Sandy che non è vero quanto va ripetendo sull'inutilità di lavorare alla Tambury Gazette, ritenendola invece il posto giusto dove iniziare. Lui non ha mai fatto straordinari o ambito a promozioni perché il suo scopo era tornare a casa tutte le sere e godere ogni momento con Lisa, scelta di cui a maggior ragione oggi non può proprio pentirsi. Usciti dal negozio, Tony e Sandy si imbattono in Roxy che lui le presenta come la donna delle pulizie, chiamandola però Daphne. Roxy si fa consegnare da Tony e la ripulisce completamente, avendo voluto appurare che si fidasse di lei. L'appuntamento al buio si chiama Rebecca ed è una persona cinica, tutt'altro che dispiaciuta per la perdita del marito morto suicida, che accusa Tony di non aver avuto abbastanza fegato di fare altrettanto. Tony si consola con l'ormai puntuale seduta di eroina con Julian, riflettendo amaramente sul fatto che in passato sperava le serate con Lisa non finissero mai, mentre ora spera nell'esatto opposto. Tony presta dei soldi a Julian, pur immaginando che li userà per comprare droga.
- Guest star: David Bradley (padre di Tony), Ashley Jensen (infermiera), Penelope Wilton (Anne), Kerry Godliman (Lisa), Paul Kaye (psichiatra), Tim Plester (Julian)
- Altri interpreti: Joe Wilkinson (Pat), Roisin Conaty (Roxy), Tracy-Ann Oberman (Rebecca), Tim Fitzhigham (cameriere), Michelle Greenidge (Valerie), Nicky B (donna sovrappeso), Brendan Howley (commesso), Kayla Meikle (seconda infermiera), Gillian Axtell (receptionist), Tommy Finnegan (George), Anti (Good Girl) (Brandy il cane)

## Episodio 5
- Titolo originale: Episode 5
- Diretto da: Ricky Gervais
- Scritto da: Ricky Gervais

### Trama
Nel video della giornata Lisa, auspicando che Tony abbia organizzato una festa dopo il funerale, gli ricorda quanto ami ridere e far ridere gli altri. Tony spaventa Robbie, un bulletto che infastidisce George, con un martello che da qualche tempo ha iniziato a portare in giro e usa per minacciare i motociclisti. Dopo la fallimentare esperienza con Rebecca, Tony è determinato a non avere più altri appuntamenti. Quando Matt gli comunica che Julian è stato trovato morto per overdose, Tony si sente in colpa perché il suo denaro ha foraggiato la dose letale, venendo ripreso da Matt perché, essendo il padrino di George, dovrebbe evitare di esporsi a certe situazioni. Tony e il collega fotografo Lenny hanno una traumatica esperienza con una donna che prepara budini utilizzando il latte materno. Lo psichiatra invita Tony ad essere più tollerante, ma il consiglio è disatteso non appena esce dallo studio e si arrabbia con un dialogatore di beneficenza che gli chiedeva soldi per i bambini poveri. Brian, un tipo stravagante che vive nel quartiere di Tony, si presenta alla Gazette perché ha una storia da raccontare.
Accompagnato da Lenny e Sandy, Tony si reca a casa di Brian per scoprire che l'uomo è un accumulatore seriale e vive in condizioni igienico-sanitarie alquanto precarie, un disturbo nato dall'abbandono da parte della moglie. Matt è chiamato dalla scuola di George perché un uomo di mezza età è stato visto minacciare Robbie, consapevole che il tizio in questione è Tony perché sa della faccenda del martello. Matt intima a Tony di darsi una regolata, altrimenti non gli farà più vedere George. Lenny e Sandy tornano in redazione alquanto interdetti, poiché Brian si è esibito in un improbabile numero con le marionette in cui ha inscenato la fine della storia con sua moglie. Al cimitero Tony spiega ad Anne di aver tenuto il suicidio come arma da usare quando si sarebbe stufato della vita senza Lisa, ma adesso si è reso conto che vale la pena impegnarsi ad abbellire il suo angolo di mondo. Sandy esorta Tony ad essere felice, affermando che le spezza il cuore vederlo così triste e riconoscendogli la capacità di farla divertire. Leggendo l'articolo di Sandy su Brian, Tony lo reputa un pezzo da prima pagina.
- Guest star: David Bradley (padre di Tony), Ashley Jensen (infermiera), Penelope Wilton (Anne), Kerry Godliman (Lisa), Paul Kaye (psichiatra)
- Altri interpreti: Roisin Conaty (Roxy), Tim Plester (Julian Kane), Joe Wilkinson (Pat), Jo Hartley (June), David Earl (Brian), Michelle Greenidge (Valerie), Megan Heffernan (donna con latte materno), Nikhil Parmar (dialogatori di beneficenza), Tommy Finnegan (George), Thomas Bastable (Robbie), Anti (Good Girl) (Brandy il cane)

## Episodio 6
- Titolo originale: Episode 6
- Diretto da: Ricky Gervais
- Scritto da: Ricky Gervais

### Trama
Nel finale del video Lisa ringrazia Tony per essere stato il miglior compagno di vita possibile, esprimendo il desiderio che possa trovare un'altra donna simpatica almeno quanto lei. Tony e Lenny fanno visita a un bambino appena nato che i genitori hanno acconciato come Adolf Hitler, pur smentendo di avere simpatie naziste. Tony sta lentamente abbandonando il proprio pessimismo, tanto da affermare che non pensa più al suicidio perché la vita va assaporata fino in fondo, oltre ad aver finalmente deciso di invitare a uscire l'infermiera della casa di riposo. Roxy si dice contenta di quest'ultima novità, anche se già immagina che quando staranno insieme lei non vorrà più frequentare una prostituta. Il mutato atteggiamento di Tony si riflette anche nella visite al padre, benché la demenza stia progredendo al punto che il genitore adesso non lo riconosce quasi più e pensa sia ancora un bambino. Tony comunica allo psichiatra di non avere più bisogno del suo aiuto, avendo abbandonato i propositi suicidi, e scopre che ad avere problemi adesso è Matt, il cui matrimonio è in crisi.
Dopo essersi scusato con Matt per averlo tormentato con i suoi problemi, Tony si profonde in ringraziamenti verso tutti i colleghi della Gazette, apprezzando finalmente il lavoro in quel giornale dove succedono fatti insignificanti. Tony confida ad Anne di aver capito che continuando a vivere può fare del bene e rendere il mondo un posto migliore per gli altri. Tony inizia ad essere generoso con i conoscenti, donando qualcosa a tutte le persone che in un modo o nell'altro sono entrate in contatto con lui, dagli abitanti del quartiere alle persone che ha intervistato per il giornale, persino l'odiato compagno di scuola di George. Tony invita l'infermiera a uscire, lasciandole tutto il tempo prima di decidere. La donna dice alla collega che in venticinque anni di lavoro nella casa di riposo non ha mai conosciuto una persona così infelice come Tony, ma nonostante questo è capace di farla ridere. Tony passa alla casa di riposo e propone all'infermiera di andare a bere qualcosa. I due escono e cominciano a passeggiare in un ridente pomeriggio a Tambury.